# 중앙그리스
중앙그리스(그리스어: Κεντρική Ελλάδα)는 본토 그리스(그리스어: Στερεά Ελλάδα, 이전에는 Χέρσος Ελλάς)는 그리스의 지역으로 루멜리(그리스어: Ρούμελη)로도 알려져 있다. 이 지방은 중앙그리스 주, 아티키 주와 더불어 서그리스 주의 에톨로아카르나니아 현을 아우른다. 아티키도 중앙그리스 지방에 속하긴 하나 요즘에는 이와 별개로 보고 있다.

## 어원
중앙그리스 지방은 전통적으로 '루멜리'(Ρούμελη)로 알려져 있었는데, 이는 "룸인(로마인, 즉 비잔티움 제국 시대의 그리스인)의 땅"이라는 뜻의 튀르키예어 낱말 '루멜리아' 또는 '루멜리'에서 나왔다. '본토 그리스'라는 공식 지명은 펠로폰네소스반도와 대칭되는 표현으로 나왔으며, 1832년 당시 두 영토가 신생 그리스 독립국을 이루었던 데서 연유한다.

## 지리
중앙그리스 지방은 그리스에서 인구가 가장 많은 지역으로 24,818.3 km2의 땅(국토 중 두 번째로 넓은 면적)에 4,591,568명이 살고 있다. 남쪽으로는 펠로폰네소스반도가, 북쪽으로는 테살리아와 이피로스가 있으며, 동쪽에는 에게해가, 서쪽에는 이오니아해가 남쪽에는 코린토스 만이 있다. 이 곳 기후는 해안 지역은 온화하며, 내륙은 건조하다.